# Llei Orgànica d'Educació
La Llei Orgànica d'Educació (LOE) és la llei que des del 2006 ordena el sistema educatiu espanyol. Espanya se situava en 2004 en el lloc 26 en desenvolupament educatiu, per sota de quasi tots els països de la Unió Europea, segons l'informe "Educació per a tots" elaborat per la UNESCO. Aquests informes donen el resultat dels últims 10 anys.

## Història
Publicada al Boletín Oficial del Estado el 4 de maig del 2006, la Llei Orgànica 2/2006, de 3 de maig, en substitució de la Llei Orgànica General del Sistema Educatiu de 1990, de la que recull molts elements, amb canvis en el sistema pedagògic i l'estructuració dels nivells.
La llei estableix en el seu preàmbul que té com a objectiu adequar la regulació legal de l'educació no universitària a la realitat actual d'Espanya [educació infantil (EI), educació primària (EP), Educació Secundària Obligatòria (ESO), batxillerat, formació professional, d'idiomes, artístiques, esportives, d'adults] sota els principis de la qualitat de l'educació per a tot l'alumnat, l'equitat que garanteixi la igualtat d'oportunitats, la transmissió i efectivitat de valors que afavoreixin la llibertat, responsabilitat, tolerància, igualtat, respecte i justícia, etcètera.
Al Congrés dels Diputats va ser aprovada amb el vot a favor del Partido Socialista Obrero Español (PSOE), Convergència i Unió (CiU), Esquerra Republicana de Catalunya (ERC), Euzko Alderdi Jeltzalea (PNV-EAJ), Iniciativa per Catalunya Verds (ICV), Coalición Canaria (CC) i Eusko Alkartasuna (EA), el vot en contra del Partido Popular (PP) i l'abstenció d'Izquierda Unida (IU), Bloque Nacionalista Galego (BNG) i Nafarroa Bai (NA-Bai).

## Efectes jurídics
La LOE té importants conseqüències en l'ordenament jurídic espanyol; les més rellevants són les següents:
Deroga
- Llei 14/1970, de 4 d'agost.
- Llei orgànica 1/1990, de 3 d'octubre. LOGSE L.O. General del Sistema Educatiu.
- Llei orgànica 9/1995, de 20 de novembre. LOPEGCE: L.O. de la Participació, l'Avaluació i el Govern dels Centres Docents.
- Llei orgànica 10/2002, de 23 de desembre. LOCE L.O. de Qualitat Educativa.
- Llei 24/1994, de 12 de juliol.

Modifica
- Els arts. 4, 5.5, 6 a 8, 25, 31, 56.1, 57 y 62 de la LLEI ORGÀNICA 8/1985, de 3 de juliol.
- L'art. 29.2 de la LLEI 30/1984, de 2 d'agost.

Declara la vigència de la LLEI 12/1987, de 2 de juliol.

## Tipologia de centres escolars
El text d'esta Llei preveu l'existència de centres d'educació públics, centres d'educació privats i centres d'educació privats concertats. Els centres d'educació privats concertats són centres creats per iniciativa de la societat civil, però mantinguts, en tot o en part, amb fons públics. Aquests centres responen a l'exigència constitucional (article 27.1 de la Constitució Espanyola) de llibertat d'ensenyament, és a dir, de la llibertat dels pares de família a triar el tipus d'escola a la que volen que assisteixin els seus fills, per la qual és imprescindible superar els obstacles econòmics d'una elecció lliure.
El finançament de la llibertat d'ensenyament amb fons públic pot ser realitzat de diferents maneres: Amb l'ajuda directa de les famílies a través del denominat xec escolar, el pagament del salari dels mestres dels centres educatius no estatals, entre d'altres. El model recollit a la LOE pel que fa a concerts educatius és precisament aquest últim: finançar els sous dels mestres.

## Competències
La LOE inclou les vuit competències bàsiques que s'inclouen en l'informe Jacques Delors; l'enfocament competencial no estava a les lleis educatives anteriors: es considera que l'educació ha de contribuir al desenvolupament de competències a part d'impartir continguts concrets. Aquestes competències són habilitats personals que permeten l'alumne integrar-se amb èxit a la vida adulta. Es basen en un ensenyament interdisciplinar i pràctic més que en l'acumulació de coneixements.
Les vuit competències bàsiques són:
- Competència comunicativa o lingüística
- Competència lògica i matemàtica
- Competència de coneixement i interacció amb el món físic
- Competència artística i cultural
- Competència social i ciutadana
- Competència d'autonomia personal
- Competència digital
- Competència d'aprendre a aprendre

## Llei Celaà
La llei Orgànica de Modificació de la LOE (LOMLOE), també coneguda com a Llei Celaá, és la nova llei orgànica que regeix el sistema educatiu espanyol en substitució de la LOMCE de 2013.